# クリントン・プレスバ・アンダーソン
クリントン・プレスバ・アンダーソン（英語: Clinton Presba Anderson, 1895年10月23日 - 1975年11月11日）は、アメリカ合衆国の政治家。ニューメキシコ州選出連邦下院議員、農務長官、ニューメキシコ州選出連邦上院議員を歴任した。

## 生い立ちと初期の経歴
1895年10月23日にサウスダコタ州センターヴィルにおいて誕生した。アンダーソンは地元の公立学校において教育を受けた。アンダーソンは1913年から1915年までダコタ・ウェスリアン大学で学び、続いて1915年から1916年までミシガン大学で学んだ。アンダーソンはいずれの大学からも学位を取得しなかった。
1916年に父親が死去するとアンダーソンはミシガン大学から帰郷し、家族の扶養に当たった。アンダーソンはサウスダコタ州ミッチェルの新聞社に勤務した。1916年末、アンダーソンは結核を発症し、新聞社を離れた。アンダーソンは一時重体に陥ったが、この時点では病因が結核であることに気付いていなかった。1917年、アメリカが第一次世界大戦へ参戦すると、アンダーソンは従軍を希望した。アンダーソンはアメリカ軍の健康診断を受け、結核を発症していることを通知された。アンダーソンは医師から、半年間の療養を勧められた。アンダーソンは医師の勧めを直ちに受け、ニューメキシコ州アルバカーキのメソジスト療養地に入った。アンダーソンは1918年まで療養地で過ごし、しばしばヘラルド・オブ・ウェルズ・カウンティ紙へ寄稿を行った。

## ニューメキシコ州での活動
1918年に健康を回復して療養地を離れたアンダーソンは、アルバカーキ・ヘラルド紙の従業員に採用された。アンダーソンはニューメキシコ州サンタフェに派遣され、州議会の担当記者として働いた。州政の共和党支配に批判的であったアンダーソンは、一部の民主党議員と友好関係を築いた。アンダーソンはいくつかの法案立法に関して民主党議員とアイデアを交換し、その一部は実際に州法として成立した。アンダーソンは以後、民主党との生涯にわたる関係を構築した。
1919年にニューメキシコ州公衆衛生協会の事務局長に就任した。アンダーソンは結核治療活動のための資金獲得を図り、郡単位での保健衛生基盤を構築した。また公衆衛生省の設立にも貢献した。
1920年代初め、アンダーソンは独立して事業を興した。当初は新聞事業で活動したが、将来の見通しが悪いと判断し、1922年に保険会社ニューメキシコ・ローン・アンド・モーゲージ・カンパニーを新たに起業した。アンダーソンは企業買収を繰り返して事業を継続し、間もなく会社名をクリントン・P・アンダーソン・エージェンシーに変更した。1919年以降、アンダーソンは積極的にアルバカーキ市内のロータリークラブの活動に関与した。1930年、アンダーソンは国際ロータリーの委員に選任された。アンダーソンは政治的及び事業的なバックグラウンドをもとに、1932年に国際ロータリーの代表に就任した。
1928年にニューメキシコ州民主党代表となり、続いて1933年にニューメキシコ州財務官に任ぜられた。そして1934年以降ニューメキシコ州が関わる諸機関の責任者を歴任した。アンダーソンは新設機関ないし緊急事態に直面している機関へと加わり、円滑な運営を行えるよう改善指揮した。そして問題が解決したと判断すると、同様の問題を抱える機関へと移った。アンダーソンは1934年にニューメキシコ州歳入局長、1935年から1936年にかけてニューメキシコ州救済局長、1936年に連邦緊急救済局西部担当官、国民青年局ニューメキシコ州担当官、1936年から1938年にかけてニューメキシコ州失業保障局長を務めた。

## 連邦下院議員
1940年、アンダーソンはニューメキシコ州民主党内での派閥対立から、連邦下院議員候補の1人として名前が挙げられた。当時のニューメキシコ州選出連邦下院議員の定員は全州で1名であったため、党内での候補者一本化は必須であった。党内勢力的には現職ジョン・ジョセフ・デンプシーが優勢であったが、党内調整の結果、アンダーソンが民主党の統一候補となった。アンダーソンは政治的および商業的コネクションを基盤に本選挙で勝利を収め、以降1941年から1947年まで連邦下院議員を3期6年務めた。
連邦下院においてアンダーソンは複数の特別委員会で委員を務め、1945年には食糧不足を調査するための特別委員会で委員長を務めた。食糧不足調査特別委員会においてアンダーソンは、食品流通システムの合理化を支持し、また食糧生産増加のための長期計画を提起した。アンダーソンは内国の食糧計画で実績を残し、個人的親交のあったハリー・トルーマンから1945年に農務長官としての起用を受けた。

## 農務長官

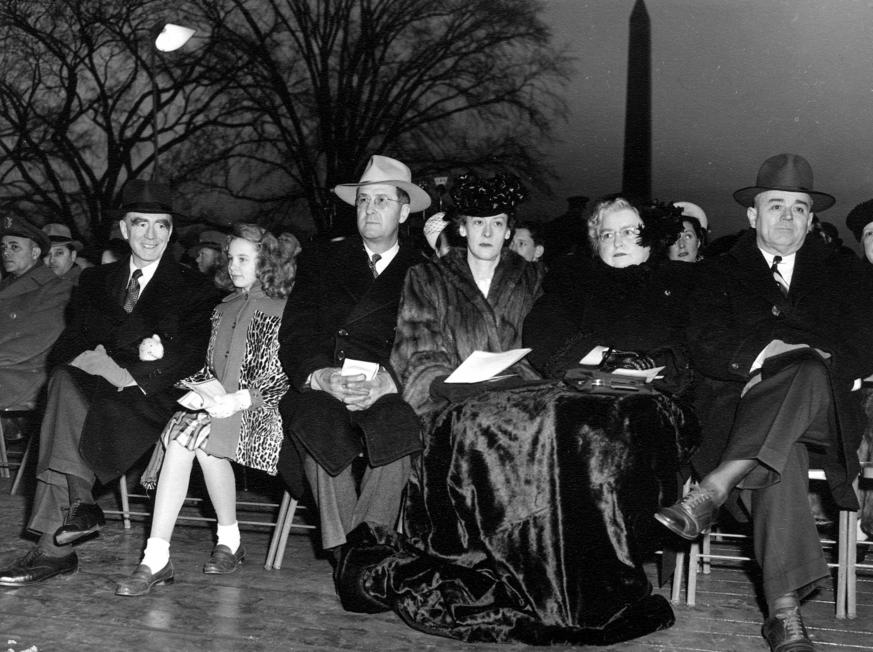
ホワイトハウスのクリスマスツリー点燈式に出席するアンダーソン（前列左から3人目）

1945年にハリー・トルーマンが大統領に就任した直後、アンダーソンは大統領から農務長官としての起用を受けた。アンダーソンに求められた任務は、第二次世界大戦によって疲弊した内国の農業経済の再建であった。アンダーソンは食糧不足解消のため、物価統制や補助金支出といった政策を採った。また戦後の農業政策を決定付ける重要な役割を果たし、特に家計支出について関心を払った。1946年以降は、世界的な食糧危機が現実味を帯びてきたことから、緊急飢饉対策委員会の設立をトルーマン大統領に求めた。
アンダーソンは食糧問題を根幹から改善するために2本の対策を打ち出したが、それらは論争の的となった。アンダーソンはまず、既存の食糧生産および流通のフローを農務省の管理下に組み込むことを試みた。次いでアンダーソンはトルーマン大統領およびハーバート・フーヴァー前大統領に対し、緊急飢饉対策委員会の委員長のポストを求めた。アンダーソンはトルーマン大統領およびフーヴァー前大統領と緊密に連携して飢饉対策に努めた。アンダーソンはフーヴァー大統領が打ち出した食糧不足緩和に関する提案を支持し、トルーマン政権はその大部分を採用した。またこの提案の実施に関する責任は、アンダーソンが負うことになった。アメリカの食糧生産および世界的な食糧配分は、1948年までに安定化することに成功した。この時点においてアンダーソンは農務長官を辞任することを決意していたが、直面する当面の問題が解決するまでは農務長官のポストに留まった。

## 連邦上院議員

### 選挙
農務長官退任後、アンダーソンは隠居することを検討した。だが州民主党の連邦上院議員カール・ハッチは自らの議席の後任としてアンダーソンを指名し、対立候補であった共和党パトリック・ジェイ・ハーリーを抑えられるのはアンダーソンしかいないとして現役活動の継続を促した。結局のところアンダーソンは1948年の連邦上院議員選挙に出馬し、共和党ハーリーとの一騎討ちに臨んだ。
大物2人による選挙戦は、1948年の選挙の中で最も熾烈なものとなった。民主党トルーマン政権は全国レベルでの選挙活動を展開し、上院で多数派を占めていた共和党による議事妨害を批判した。選挙は全国レベルで民主党が勝利し、アンダーソンもまたハーリーを下した。
1954年の選挙では現職ニューメキシコ州知事エドウィン・リアード・メカムを下した。アンダーソンの選挙戦では過剰な盛り上がりはなかったが、全国レベルでは前回選挙で民主党が多数派から転落していたことから、重要な選挙戦と位置づけられていた。アンダーソンは1960年と1966年の選挙でも大差をつけて再選した。

### 業績
連邦上院議員としてのアンダーソンの業績としては、宇宙計画をストレートに提案したことが挙げられる。アンダーソンは1963年から1973年まで航空宇宙科学委員会で委員長を務め、計画予算の割当増加に尽力した。アンダーソンが委員長のポストに就いていたのは、20世紀の宇宙開発競争の最重要期であった。アンダーソンはワシントンD.C.において、アメリカ航空宇宙局の予算を握るキーマンとしての役割を担った。アンダーソンはまた、イリノイ州選出連邦下院議員チャールズ・メルヴィン・プライスとともにプライス・アンダーソン原子力損害賠償法を提起したことでも知られている。
アンダーソンは第84議会および第86議会で両院原子力エネルギー委員会委員長、第84議会から第92議会まで両院スミソニアン施設建設委員会委員長、第84議会から第92議会まで両院ネバダ・ホピ族インディアン委員会委員長、第85議会から第86議会まで上院記録保存特別委員会委員長、第87議会から第88議会まで辺境地・孤島委員会委員長、第87議会に国家燃料政策特別委員会委員長を務めた。
アンダーソンは連邦上院議員を4期24年務めた後、健康的問題により、1973年に辞任した。

## 晩年
アンダーソンは1975年11月11日にニューメキシコ州アルバカーキで死去した。アンダーソンの遺体はワイアット・グロス共同墓地に埋葬された。